# Rathaus Sandersdorf-Brehna

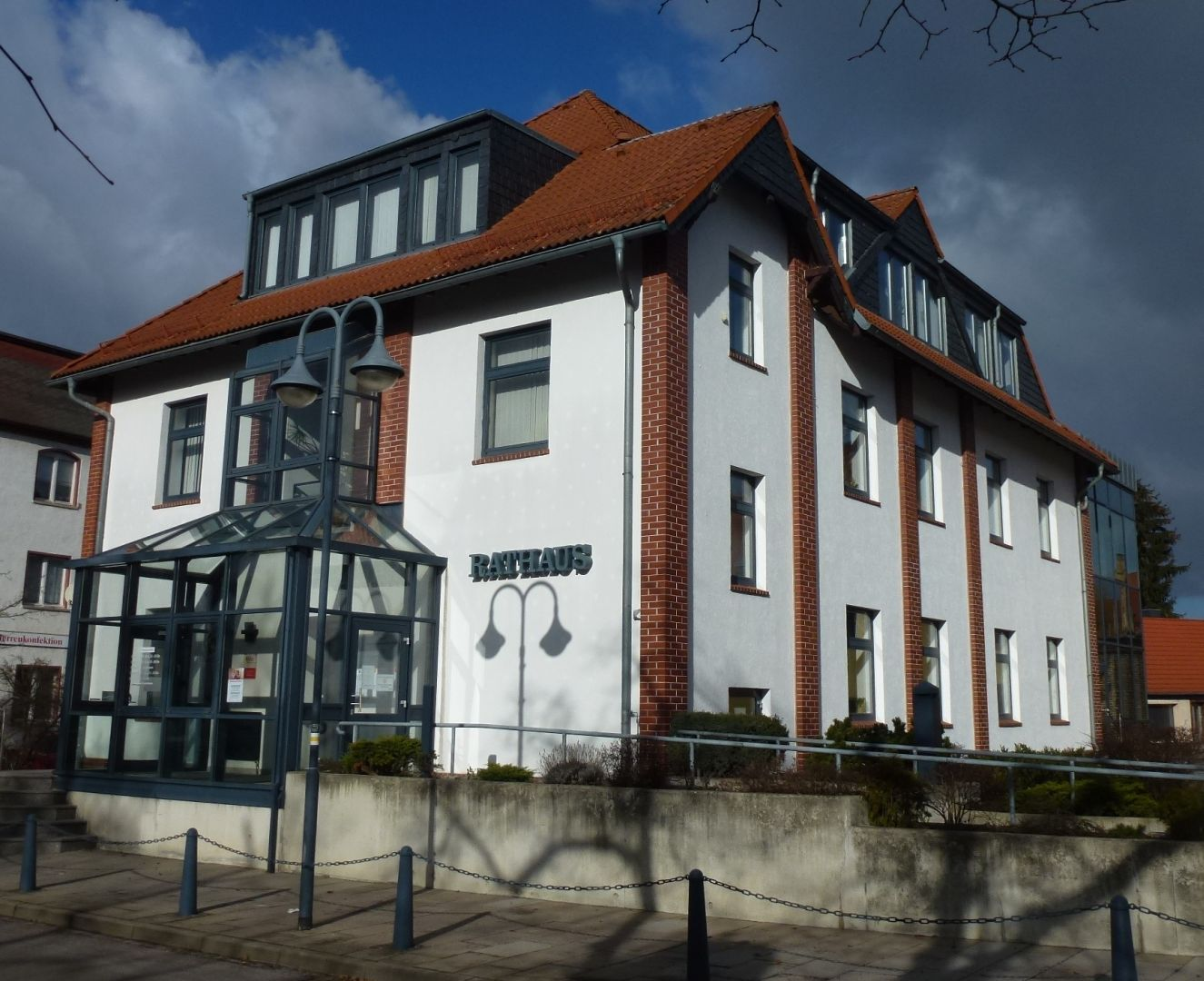
Rathaus Sandersdorf

Das Rathaus Sandersdorf ist der Haupt-Verwaltungssitz der Stadt Sandersdorf-Brehna im Landkreis Anhalt-Bitterfeld in Sachsen-Anhalt.

## Geschichte
Wie viele andere Orte des Bitterfelder Bergbaureviers wurde auch Sandersdorf im 19. Jahrhundert allmählich größer. Die Gemeinde entschied sich daher zum Bau eines neuen Gemeindeamtes, das am 10. Oktober 1910 fertiggestellt wurde. Dieses erwies sich bald als zu klein, so dass es im Jahr 1928 ausgebaut wurde. Das Verwaltungsgebäude wurde in den Jahren 1994 und 1995 erneut erweitert, nachdem die Orte Sandersdorf, Heideloh, Ramsin, Renneritz und Zscherndorf im Jahr 1992 die Verwaltungsgemeinschaft Sandersdorf gebildet hatten und das Gebäude Verwaltungssitz wurde. Das Dachgeschoss wurde ausgebaut und ein Glasanbau an der Rückseite des Gebäudes ergänzt, der Standesamt und Sitzungssaal beherbergt.
Im Jahr 2004 wurde aus den Dörfern eine Einheitsgemeinde, die 2009 zur Stadt Sandersdorf-Brehna anwuchs, deren Rathaus das Gebäude nun wurde. Der Stadtstatus wurde von Brehna übernommen, das zusammen mit weiteren Dörfern Sandersdorf beitrat. Mehrfach wurde ein neuer Rathaus-Standort angeregt, da das Gebäude für die zur Stadt vergrößerte Gemeinde nur noch bedingt ausreicht. Mittlerweile wird auch das an der Teichstraße östlich gegenüberliegende Gebäude, ein schlichter siebenachsiger und zweigeschossiger Bau, als „Haus 2“ mit zum Rathaus gezählt.

## Baubeschreibung
Das Gebäude in der Bahnhofstraße 2 steht aufgrund der mehrfachen Umbauten nicht unter Denkmalschutz. Der ursprüngliche Bau besaß an der Südseite ein Vordach über der Vortreppe und Fenster mit Läden sowie ein Dach im Schweizerstil, wodurch das Bauwerk noch zum Historismus zu zählen ist. Durch den Umbau der 1990er Jahre entstand hier ein Eingangsbau aus Glas mit zur Seite verlegter Freitreppe. Das Dach wurde mit einer breiten Dachgaube mit sechs Fenstern ausgebaut. Auch die West- und die Ostseite erhielten neue Fenstergauben, die wie Zwerchhäuser den nutzbaren Raum vergrößerten. Offenbar vom ersten Umbau stammt die Verlängerung des Bauwerks nach Norden, denn die historische Aufnahme zeigt ein Gebäude mit drei Achsen, heute sind es hingegen jeweils fünf Achsen an der West- und Ostseite. Während der Großteil des Verwaltungsbaus weiß verputzt wurde, hat man die Ecken und mittleren Achsen ausgespart, so dass diese vertikal durch die sichtbaren Backsteine betont werden. Die horizontale Gliederung durch solche Backsteinstreifen wurden hingegen bei einer der Sanierungen beseitigt und nur beim Sockel teilweise beibehalten.